# Maria Font i Bernaus
Maria Font i Bernaus, o Maria Font de Carulla (1919 - Barcelona, 13 de març de 2016),va ser una promotora cultural catalana.

## Biografia
Filla de Francesc Font i Manent, i Cecília Bernaus i Gabriel. Amb el seu marit, Lluís Carulla i Canals, va crear el 1973 la Fundació Jaume I, que posteriorment s'anomenà Fundació Lluís Carulla, i que va dur a terme una tasca força rellevant de promoció i mecenatge de la cultura catalana, com el Museu de la Vida Rural de l'Espluga de Francolí, l'Editorial Barcino i concedí ajuts a la investigació a partir de diferents premis com el Premi d'Honor Lluís Carulla, els Premis Baldiri Reixac, el Premi Sanchis Guarner i el Premi Francesc Candel. El 1995 va rebre la Creu de Sant Jordi. El 2006 deixà la presidència de la Fundació Lluís Carulla a la seva filla, Montserrat Carulla i Font.
També fou empresària. Els primers daus de brou concentrat, genuïnament catalans, van néixer el 1937 en plena Guerra Civil. Maria Font i el seu marit iniciaren la producció en una fàbrica situada al passeig de Gràcia de Barcelona i comercialitzaren el seu producte a través de la marca Gallina de Oro. El mateix any, l'empresa adoptà el nom de Gallina Blanca i de bon principi ja es destacà per un concepte innovador de la publicitat.